# Grabhügel von Dieskau
Koordinaten: 51° 25′ 34,7″ N, 12° 2′ 11,8″ O
Der Grabhügel von Dieskau war ein Grabhügel der frühbronzezeitlichen Aunjetitzer Kultur (2300–1550 v. Chr.) bei Dieskau, einem Ortsteil der Gemeinde Kabelsketal im Saalekreis (Sachsen-Anhalt). Im Vorfeld von Bauarbeiten erfolgte 1979 eine Notgrabung unter Leitung von Berthold Schmidt und Waldemar Nitzschke, bei der die Überreste des Hügels erforscht wurden.

## Lage
Der Hügel lag südlich von Dieskau und östlich des Schlossparks auf einem Feld. In der Umgebung wurden die Reste mehrerer weiterer Grabhügel festgestellt. Hierzu gehören der Bornhöck bei Raßnitz, der im 19. Jahrhundert abgetragen wurde und dessen Überreste zwischen 2014 und 2017 archäologisch untersucht wurde, sowie der Hallberg zwischen Benndorf und Osmünde.
Die Gegend um Dieskau war eines der wirtschaftlichen und politischen Zentren der Aunjetitzer Kultur. Darauf verweist der benachbarte Bornhöck, der mit einem Durchmesser von 65 Metern und einer Höhe von vermutlich 15 Metern einen der größten bronzezeitlichen Grabhügel Mitteleuropas darstellt. Auch stammen von hier zwei bedeutende Depotfunde mit Bronzegegenständen (Dieskau II und III). Ein weiteres Ensemble aus Goldgegenständen (Dieskau I) wurde ursprünglich als weiterer Depotfund angesehen.

## Beschreibung
Der Hügel lag auf einer Anhöhe von etwa 60 m Durchmesser und 2 m Höhe. Der eigentliche Grabhügel hatte einen Durchmesser von knapp 30 m. Seine ursprüngliche Höhe wird auf etwa 6 m geschätzt. Im Zentrum lag eine Grabkammer. Sie war annähernd nord-südlich orientiert mit einer Abweichung von 16° nach Westen. Ihre Länge betrug 4,26 m und ihre Breite 3,34 m. Die Kammer war ausgeraubt und stark zerstört, es waren aber noch genug Reste erhalten, um ihr ursprüngliches Aussehen zu rekonstruieren. An allen vier Seiten wurden Fundamentgruben festgestellt. Sie verliefen an den Langseiten schräg nach innen und hatten ursprünglich der Aufnahme einer Dachkonstruktion aus schräg gegeneinander gestellten Holzbohlen gedient. Auch die südliche Schmalseite wies eine leicht schräge Grube auf, während die nördliche senkrecht verlief. Vermutlich befand sich an der Nordseite auch der Eingang zur Kammer. Bruchsteine unterschiedlicher Größe an den Außenseiten der Gruben hatten der Verkeilung der Holzbohlen gedient. Weitere Bruchsteine stammten von einem Steinmantel, der die Grabkammer einst umschlossen hatte.
Sowohl in seiner Größe als auch vom Aufbau der Grabkammer her ähnelt der Hügel von Dieskau dem Fürstengrab von Leubingen (Landkreis Sömmerda, Thüringen) und dem Fürstengrab von Helmsdorf (Landkreis Mansfeld-Südharz, Sachsen-Anhalt). Es ist daher anzunehmen, dass hier eine Person von ebenso hoher sozialer Stellung bestattet worden war. Grabbeigaben wurden bei der Notbergung nicht gefunden. Die hypothetische Zuweisung der Goldfunde von Dieskau zu diesem Hügel durch Schmidt und Nitzschke ist mittlerweile obsolet.